# 朝鮮民主主義人民共和国英雄
朝鮮民主主義人民共和国英雄（ちょうせんみんしゅしゅぎじんみんきょうわこくえいゆう、朝鮮語: 조선민주주의인민공화국영웅）は、朝鮮民主主義人民共和国における最高位の称号である。主に国家安保に寄与し、社会主義体制の発展に貢献した者へ授与される。通例、授与の際には勲章とともに感状や国旗勲章も贈られる。略称は共和国英雄（공화국영웅）。

## 概要
朝鮮戦争勃発直後の1950年6月30日、最高人民会議において制定された。北朝鮮内閣首相である金日成は、朝鮮戦争の休戦協定が締結された翌日の1953年7月28日を始めとして生涯で3度この勲章を受章しており、三重英雄と称される。また、朝鮮労働党総書記である金正日も、自身の40回目の誕生日である1982年2月16日を含め生涯で3度受章したため、金日成と同じように三重英雄と称される。
初期は朝鮮人民軍中将の姜健など朝鮮戦争で戦死した者へ限られ贈られていたが、次第に対象が広がり、金策や金容淳へは死後追贈、白鶴林は同称号を二度贈られた二重英雄となった。また、朝鮮戦争で中朝連合軍を指揮した彭徳懐やユーゴスラビア大統領ヨシップ・ブロズ・チトーなどの外国人に贈られた例もある。

## おもな受賞者
- 金日成
- 金正日
- 金鉄万
- 金正淑 (北朝鮮) 金日成の妻。
- 金策
- 姜健
- 柳京洙
- 安東洙
- 太炳烈
- 李善実
- 鄭成玉
- ヨシップ・ブロズ・チトー
- 彭徳懐